# London to Brighton
London to Brighton ist ein britisches Filmdrama aus dem Jahr 2006.

## Handlung
Die Prostituierte Kelly hat sich der zwölfjährigen Joanne angenommen und ist mit ihr auf der Flucht vor dem Zuhälter Derek. Der selber steht unter Druck von Stuart Allen, dessen Vater pädophil veranlagt ist. Derek hatte Kelly beauftragt, ein geeignetes Mädchen zu finden. Doch das Geschäft endete tödlich für Duncan Allen. Nun ist Stuart auf Rache aus, da er der Meinung ist, sein Vater sei von Joanne getötet worden.
Kelly und Joanne flüchten von London nach Brighton und finden vorerst Unterschlupf bei Kellys Freundin Karen. Um Joanne die weitere Flucht nach Devon zu ermöglichen, wo ihre Großmutter lebt, prostituiert sich Kelly weiter. Derek spürt jedoch die beiden Frauen auf und bringt sie zum mit Stuart vereinbarten Treffpunkt.
Statt Kelly und Joanne umzubringen, tötet Stuart jedoch Derek, denn Stuart sieht in den beiden Frauen, insbesondere in Joanne, nurmehr Opfer. Er lässt sie ziehen. In Devon angekommen beobachtet Kelly, wie Joanne von ihrer Großmutter umarmt und ins Haus geführt wird. Sie dreht sich um und geht.

## Kritiken
Die Kritiken fielen zum größten Teil positiv aus. So bezeichnete das Lexikon des internationalen Films das Werk als „dichter Gangsterfilm mit überzeugenden Darstellern, der als Genrefilm wie auch als Milieustudie fesselt“.
Björn Eichstädt bescheinigt im Filmmagazin Manifest, das Werk sei ein Film, „der wirklich zu überraschen weiß, der seine Geschichte zusammenbaut wie ein dreckig-graues Puzzle, der eben gerade nicht mit den Klischees der Street Credibility spielt und auch nicht das neue große Ding nach Guy Ritchie sein will. Diese Zurückhaltung, neben den unglaublich authentischen Darstellern, macht diesen Film so gut, so echt, so wirklich erfrischend anders.“.
Die Straffheit des nicht sehr langen Films sei befriedigend, befand Philip Marchand in seiner Kritik im Toronto Star. Keiner der Dialoge sei überflüssig, die Szenen seien keine Sekunde zu lang.
Kyle Smith von der New York Post lobte den Regiedebütant Williams, der die Spannung zu steigern vermochte und gleichzeitig ein dichtes Gefühlt des Verhängnisses inmitten einer schmutzigen Szenerie vermittele.
Auch der TV Guide bewertete den Film positiv. Maitland McDonagh sah ein bemerkenswertes Regie- und Drehbuchdebüt.

## Hintergrund
Uraufgeführt wurde der Film auf verschiedenen internationalen Filmfesten. Am 18. August 2006 wurde er beim Filmfestival von Edinburgh gezeigt, am 8. September des gleichen Jahres beim Toronto International Film Festival, am 27. September beim Raindance Film Festival für Independent-Filme und am 19. November beim Filmfestival von Brighton. In Deutschland wurde er am 27. Juli 2007 auf dem Fantasy Filmfest gezeigt.
Der Film ist eine Weiterentwicklung von Paul Andrew Williams Kurzfilm Royalty, den er 2001 inszenierte. In diesem 13 Minuten langen Film werden die Figuren der Prostituierten Kelly und des Zuhälters Derek eingeführt. Lorraine Stanley und Johnny Harris standen schon bei dem Kurzfilm in diesen Rollen vor der Kamera.

## Auszeichnungen
Paul Andrew Williams gewann für seine Regiearbeit mehrere Preise. So erhielt er den Golden Hitchcock beim Dinard British Film Festival, den New Director’s Award beim Filmfestival von Edinburgh, den Evening Standard British Film Award für die vielversprechendste Nachwuchsleistung, den Festivalpreis des Foyle Film Festivals in Derry sowie den Preis der Jury beim Raindance Film Festival. Der Film wurde als beste Produktion mit dem British Independant Film Award 2006 ausgezeichnet. Nominiert war er hier für den Raindance Award und für den Douglas Hickox Award.
Weitere Nominierungen gab es für die beste Nachwuchsleistung beim BAFTA Award 2007. Lorraine Stanley als beste Darstellerin, Paul Andrew Williams als bester Nachwuchsregisseur, sowie die Produzenten erhielten Nominierungen für den London Critics’ Circle Film Award.